# Eloy Inos
Eloy Songao Inos (ur. 26 września 1949 na wyspie Saipan, Mariany Północne, zm. 28 grudnia 2015 w Seattle) – polityk Marianów Północnych. Ósmy gubernator Marianów Północnych od 20 lutego 2013 do śmierci. Ósmy gubernator porucznik Marianów Północnych od 1 maja 2009 do 20 lutego 2013. Członek Partii Ugodowej (Convenant Party). Objął urząd po rezygnacji poprzedniego gubernatora, Benigno Repeki Fitiala. Absolwent University of Guam.